# Ephialtes (van Athene)
Ephialtes (5e eeuw v.Chr.) was een Atheens staatsman, die in 471 v.Chr. Themistocles na diens verbanning opvolgde als leider der democraten. Zo werd hij de voornaamste tegenstander van de conservatieve en aristocratische Kimon II, die van pro-Spartaanse gezindheid werd verdacht. Vanaf 463 v.Chr. verwierf hij samen met zijn jonge vriend Pericles het politieke overwicht in Athene.
Ephialtes was een radicale democraat, die zich sterk inspande voor de volledige democratisering van de grondwet, en vooral voor het beknotten van de macht en de privileges van het laatste bolwerk van de Atheense adel, de Areopagus: deze behield nog slechts zijn rechterlijke taak in zaken van doodslag met voorbedachten rade (die trouwens een religieuze dimensie hadden). Hij slaagde erin Kimon door ostracisme te laten verbannen, maar werd enkele dagen later (in het jaar 461) zelf het slachtoffer van een moordaanslag beraamd door conservatieve tegenstanders. Ephialtes' politiek werd na zijn dood door Pericles voortgezet.
 Portaal Oudheid · Athene · Geschiedenis van Griekenland · Geschiedenis van Athene